# Лісе-Конти (Куявсько-Поморське воєводство)
Лісе-Конти (пол. Lisie Kąty) — село в Польщі, у гміні Ґрудзьондз Ґрудзьондзького повіту Куявсько-Поморського воєводства.
Населення — 90 осіб (2011).
У 1975-1998 роках село належало до Торунського воєводства.

## Демографія
Демографічна структура станом на 31 березня 2011 року:
|          | Загалом | Допрацездатний вік | Працездатний вік | Постпрацездатний вік |
| -------- | ------- | ------------------ | ---------------- | -------------------- |
| Чоловіки | 44      | 5                  | 37               | 2                    |
| Жінки    | 46      | 13                 | 24               | 9                    |
| Разом    | 90      | 18                 | 61               | 11                   |